# Суперкубок Ісландії з футболу 1983
Суперкубок Ісландії з футболу 1983 — 15-й розіграш турніру. Матч відбувся 14 травня 1983 року між чемпіоном Ісландії клубом Вікінгур (Рейк'явік) та володарем кубка Ісландії клубом Акранес.
| Володар Суперкубка Ісландії 1983  |
| --------------------------------- |
|                                   |
| Вікінгур (Рейк'явік) Другий титул |

## Матч

### Деталі
| 14 травня 1983 |

| Вікінгур (Рейк'явік)               | 2:0      | Акранес |
| ---------------------------------- | -------- | ------- |
| Адалстейнссон 53' Торвардарсон 71' | Протокол |         |

| Коупавогсволлур, Коупавогюр |